# Derg
Derg (ge'ez: ደርግ ; komité, råd, forkortelse for Den samordnende komitéen for de væbnede styrker, politiet og den territoriale hær), også stavet dergue, var en prosovjetisk, kommunistisk (marxistisk-leninistisk) militær junta som overtog den politiske magt i Etiopien efter at Kejserriget Etiopien under kejser Haile Selassie I blev styrtet i 1974.